# L'ora della rivincita
L'ora della rivincita (Three O'Clock High) è un film del 1987 diretto da Phil Joanou.